# あの世一武道会
あの世一武道会（あのよいちぶどうかい）は、アニメ版『ドラゴンボールZ』と劇場版『ドラゴンボールZ 復活のフュージョン!!悟空とベジータ』に登場する架空の格闘大会。

## 概要
- この大会は、アニメ『ドラゴンボールZ』でセルゲーム終了後にあたる第195話から第199話にかけて描かれたアニメオリジナルの武道会である。三百年ぶりに4人の界王がそろったことから、あの世の大界王星において各銀河対抗で開催された。このときは「北の界王死んじゃった記念」という不謹慎な名目として実施された。脚本は松井亜弥が担当した。
- ルールは天下一武道会と同じく、片方が舞台から落ちた場合、降参した場合、泣いた場合に勝敗が決定するほか、会場の天井に足が着いても失格となる。また天下一武道会同様、目潰しや急所攻撃は反則。
- 出場者は全員既に死亡しているため、死亡という概念はない。
- 優勝者には大界王から個人指導を受ける権利が与えられる。
- 出場者の中には何百年、何千年とあの世で修行している者もいる。なお、孫悟空がこの大会で超サイヤ人2を披露したという記述のゲームもあるが、実際は披露していない。
- 『ドラゴンボール改』ではこの大会のエピソードはカットされている。

## 歴代大会
- 北の界王死んじゃった記念
  - エイジ766開催。
  - 優勝者無し（孫悟空、パイクーハン共に失格）。ベスト4：マーライコー、トルビー。ベスト8：タピカー、フーログ、アークア、オリブー。
- 大会名称不明
  - エイジ774（劇場版第15作目『復活のフュージョン!!悟空とベジータ』）開催。
  - 優勝者無し（悟空とパイクーハンの決勝戦の最中、閻魔界の異変の調査に向かったため中断）。

## 関連人物
あの世一武道会アナウンサー
声 - 鈴置洋孝（Z第196話 - 第199話）、中尾良平（ゲーム『Sparking!METEOR』）
『Z』第196話で初登場。頭がキノコのアナウンサー、目が隠れている。甲高い声での実況が特徴。演じた鈴置も「ここだけの出番」と軽い気持ちで裏声で行ったが、かなり苦労したと語っている。
パイクーハン
声 - 緑川光
『Z』第195話で初登場。西の銀河最強の戦士。地獄で暴れるセルやフリーザ、コルド大王を一撃で倒すほどの実力者。あの世一武道会決勝にて悟空と戦い敗北するが、ルール上は両者失格となる。緑色の肌で普段は重い道着を着ており、悟空いわく「ピッコロみてえなやつ」。必殺技は「サンダーフラッシュ」「ハイパートルネード」。ドラゴンボールのアニメオリジナルの登場人物に詳細あり。
オリブー
声 - 佐藤正治（Z第196話 - 第199話）、江川央生（Z第270話）、川津泰彦（Z第278話）
『Z』第196話で初登場。北の銀河の戦士。あの世での武道家としては悟空の先輩に当たる。エネルギー弾も使え、地球出身で神話にも英雄として名を残している。あの世一武道会を順調に勝ち進み、決勝トーナメントでは第4試合でパイクーハンと互角の死闘を演じ殴り合いの末に場外まで吹っ飛ばされ場外負けとなった。試合後にリングへ戻り、微笑を浮かべて握手を交わし観客を沸かせた。この勝負は悟空の目でさえも追うことができないほどの超高速戦闘だった。
その後は大界王星で修行したヤムチャに2人がかりで挑むもあっさり負けていたり、大界王星に襲来した魔人ブウに襲われたりしていた。
チャプチャイ
声 - 田中一成
『Z』第196話で初登場。髭面で愛嬌のある小柄な東の銀河の戦士。あの世一武道会予選ではオリブーと闘い、オリブーの攻撃をかわすなどの素早い動きを見せるが、分裂した自分の体同士で激突したことでKO。その後は東の界王に罰として大界王殿を1万周させられていた。
キャタピー
声 - 川津泰彦
『Z』第196話で初登場。南の銀河の大ベテラン戦士。芋虫のような体つきであり、予選では悟空を伸縮自在の腕で捕らえ、10本の腕でくすぐる。アナウンサーいわく「あまりにもセコイ」、オリブーいわく「南の銀河ってのは平和なんだなぁ……」と評し、南の界王も西と東の界王から白い目で見られ、降参しろと迫るが悟空に気で吹き飛ばされ軽くあしらわれる。吹き飛ばされた後悟空から「めちゃくちゃ弱い」といわれ、逆上したあげく試合中に自ら繭を作ってサナギになり、究極の姿にパワーアップしようとするが羽化にざっと1200年はかかるということで判定負けとなる。
ジンキョウ
声 - なし
『Z』第196話で初登場。髪はモヒカンで褐色で巨漢の戦士。予選にてパイクーハンに敗北した。どこの銀河の出身かは不明。
トルビー

『Z』第197話で初登場。南の銀河の戦士。昆虫のような姿をしており、体は硬い殻に覆われ、背中に収納された羽で飛行可能。決勝トーナメント第一試合ではタピカーが自滅。準決勝第二試合ではほとんど戦闘シーンがなかったが、パイクーハンが強すぎたため何もできずに敗れた。大きな羽を持っているため飛行すると羽音がするのが特徴。
タピカー

『Z』第197話で初登場。西の銀河の戦士。小柄でスピードが自慢だが、決勝トーナメント第一試合でウォーミングアップとして、悟空を驚かすほどの高速でリングを走り回った結果、バテて降参。トルビーだけでなく、観戦していた悟空とオリブー、観客たちをずっこかせた。西の界王が「体の小さなタピカーにはあのリングがとてつもなく広すぎたのである」と渋い表情で解説し北の界王が「シリアスに解説するな」と突っ込みを入れていた。
フーログ
声 - 川津泰彦
『Z』第197話で初登場。南の銀河の戦士。蛙型の人間であり天使のような衣装を纏っている。体を何百倍にも膨らますことができる。決勝トーナメント第二試合で巨漢のマーライコーと闘い、リングいっぱいに体を膨らましマーライコーを押し出し場外負けにしようとしたが、投げ飛ばされて逆に場外負けとなる。
マーライコー
声 - 田中一成
『Z』第197話で初登場。西の銀河の戦士。怪力が自慢の恐竜のような戦士。決勝トーナメント第二試合にて巨大化したフーログを投げ飛ばし場外負けにした。決勝トーナメント準決勝第一試合では持ち前の怪力と素早い動きで悟空を翻弄するが、悟空に横腹を強く蹴り付けられて怯んだ所を投げ飛ばされ、場外負けとなる。
アークア
声 - 江川央生
『Z』第197話で初登場。東の銀河の戦士。半魚人のような姿をしている。決勝トーナメント第三試合で悟空と闘う。一見ぼーっとしているが、どこでも水に変えることができる能力を持っており、その水中では狂気に満ちた表情になり好戦的になる。リングを水でおおい得意な水中戦に持ち込んだ末、悟空の太陽拳とかめはめ波の攻撃により場外負けになるが、その実力は認められ再戦を約束する。その後は他の戦士同様東の界王に罰として大界王殿を1万周させられていた。その後、終わらせたのか抜け出したのかは定かではないが悟空とパイクーハンの決勝戦を見届けている描写がある。